# سيفيرينو أغيلار
سيفيرينو أغيلار (بالإسبانية: Severino Aguilar)‏ هو مصارع هاوي بنمي، ولد في 8 يوليو 1936 في كولون (بنما) في بنما.

## وصلات خارجية
- سيفيرينو أغيلار على موقع قاعدة بيانات المصارعة الدولية (الإنجليزية)
- سيفيرينو أغيلار على موقع اللجنة الأولمبية الدولية (الإنجليزية)
- سيفيرينو أغيلار على موقع أوليمبيديا (الإنجليزية)